# Magdeleine Hutin
Pour les articles homonymes, voir Hutin.
Élisabeth Marie Magdeleine Hutin, née le 26 avril 1898 à Paris et morte le 6 novembre 1989 à Rome, en religion Magdeleine de Jésus, est une religieuse catholique, fondatrice d'une congrégation religieuse, les Petites Sœurs de Jésus. Elle est déclarée par l'Église comme « vénérable », le pape François ayant reconnu ses vertus héroïques le 13 octobre 2021,

## Biographie

### Formation
Élisabeth Marie Magdeleine Hutin est née au sein d'une famille bourgeoise appauvrie et très pieuse, aux racines lorraines, dernière née de six enfants, dont deux meurent en bas âge. Son père est un ancien médecin militaire qui n'a pas hésité lorsqu'il était en Tunisie à mettre sa propre vie en péril pour sauver de la diphtérie un petit garçon arabe en lui apportant du sérum. Le docteur a été obligé de parcourir 50 km à cheval alors qu'il était déjà gravement blessé par une chute. Le petit garçon a eu la vie sauve, mais le père de Magdeleine Hutin a été obligé de prendre une retraite forcée de l'armée à l'âge de trente ans à cause de ses lourdes séquelles. Il n'a jamais regretté son geste, mais n'a jamais pu retrouver une situation stable. Magdeleine suit ses études chez les Dames du Sacré-Cœur, mais en 1907 le couvent doit fermer car les religieuses sont expulsées de France par le gouvernement anticlérical de la Troisième République. Elles emménagent à Saint-Sébastien dans le Pays basque espagnol, puis à Sanremo. Ce sont des années tristes pour l'adolescente qui a la vocation.
En 1914, la famille se réfugie à Aix-en-Provence. La grand-mère de Magdeleine, qui vit en Lorraine près de la ligne de front dans la maison de famille à Seuzey, est tuée le 4 octobre 1914. Les deux frères de Magdeleine, Jules, novice jésuite et André, tout juste âgé de vingt ans, sont tués au combat en 1916. Sa sœur aînée Marie, novice au couvent de San Remo, meurt de la grippe espagnole en 1918 à l'âge de vingt-six ans. Elle-même atteinte de pleurésie, elle se retrouve seule à l'âge de vingt ans avec des parents totalement brisés par le chagrin.

### Vocation
Magdeleine Hutin découvre avec son père la vie de Charles de Foucauld en 1921, grâce au livre de René Bazin. Elle décide alors de poursuivre l'œuvre de Charles de Foucauld, mais en attendant elle doit soutenir ses parents financièrement. En 1928, elle accepte un poste de directrice d'une école des Dames du Sacré-Cœur (qui ont eu l'autorisation de revenir en France quelques années plus tôt) qu'elles viennent d'ouvrir à Nantes. En 1935, sa santé se dégrade avec une arthrite à l'épaule et les médecins lui conseillent un climat très sec, pourquoi pas le Sahara ? Pour Magdeleine, c'est un signe.
Le 6 octobre 1936, elle prend avec sa mère et une amie, Anne Cadoret, le bateau de Marseille pour Alger. Elles rencontrent l'abbé Declercq qui vit au milieu d'une population pauvre à Boghari et il les emmène avec lui pour porter assistance à ces gens démunis, dont des nomades, dans une maison d'œuvre et dispensaire, baptisée « Maison Père de Foucauld ». L'expérience remplit Magdeleine de bonheur, mais au bout de deux ans elles sentent qu'il leur manque du temps pour la prière. Anne et Magdeleine décident de partir prier à El Goléa, sur la tombe du Père de Foucauld. C'est à cette époque, qu'elle fait la connaissance du Père René Voillaume qui avait fondé cinq ans auparavant les  Petits Frères de Jésus, qui va la marquer. Elle rencontre aussi Mgr Gustave Nouet, préfet apostolique du Sahara, qui l'encourage.
Magdeleine et Anne entrent chez les Sœurs Blanches d’Alger pour se former, et Magdeleine fonde le 8 septembre 1939 une nouvelle congrégation religieuse inspirée par la spiritualité de Charles de Foucauld, les Petites Sœurs de Jésus, en s'installant en octobre à Touggourt, à 660 km au sud-est d'Alger. Magdeleine Hutin prend alors le nom de religieuse de Petite Sœur Magdeleine de Jésus.

### Naissance de la communauté
En décembre 1940, l'archevêque d'Aix, Mgr de La Villerabel, lui met une petite maison à disposition, le Tubet, pour former les premières novices de France. Le 8 septembre 1942, Magdeleine de Jésus prononce ses vœux perpétuels. Le 19 décembre 1944, elle peut être reçue en audience à Rome en petit comité par Pie XII. Ses compagnes sont une douzaine. Le nouvel archevêque d'Aix, Mgr de Provenchères, va les aider dans la rédaction de leurs constitutions. En 1946, les premières petites sœurs travaillent dans une fabrique d'ampoules électriques, à Aix. Plus tard, d'autres s'installent dans un faubourg misérable de Rome, et certaines sœurs chez les gitans dont elles partagent la vie et les petits métiers. C'est à cette époque que Magdeleine de Jésus fait une expérience spirituelle forte en rêvant une nuit de la Vierge tenant l'Enfant Jésus à bout de bras comme si elle l'offrait au monde. Elle fait un pèlerinage en Terre Sainte en 1948.
En  1949, il y a déjà plus de cent religieuses qui suivent ses pas, elle décide lors de la Noël 1949 de se retirer de la charge de supérieure générale en faveur de Petite Sœur Jeanne. À ce moment-là, elle est auprès de réfugiés palestiniens.
De nombreuses sœurs la rejoignent et elle fonde alors un campement chez les Pygmées, dans l’ouest du Congo belge. Elle visite aussi le Cameroun. En 1952, elle établit sur le continent américain de petites communautés dans les favelas de Rio, dans des tribus amazoniennes, etc. Une petite communauté s'installe en Inde à Bénarès en décembre 1952. En 1953, elle visite l'Indochine, l'Afrique du Sud et le Chili cherchant à fonder des communautés. Elle est de retour au Tubet en août 1954, après un tour du monde dans quarante pays en compagnie du Père Voillaume qui a duré seize mois. Le premier chapitre général se réunit en septembre 1954, élisant Petite Sœur Jeanne comme prieure générale. En 1956, elle inaugure un de ses premiers voyages au-delà du rideau de fer. Elle fait connaissance à Cracovie de Mgr Wojtila. En décembre 1956, l'abbé général des Trappistes laisse aux Petites Sœurs un bout de terrain à l'abbaye de Tre Fontane de Rome pour qu'elles construisent une maison généralice (constituée de maisonnettes de bois très simples à toit en tôle), et accentuer ainsi la dimension internationale de la congrégation.
En 1957, Mgr de Provenchères écrit à Magdeleine de Jésus : « Vous êtes comme un château de cartes... rien n'est solide... C'est cela que je dis d'abord quand, à Rome, on m'interroge. Je ne vois qu'un ciment qui puisse le tenir, c'est le petit Jésus. Si vous n'êtes pas toutes petites, si vous croyez que vous pouvez tenir par vos propres forces, c'est l'écroulement inévitable de la Fraternité, pas seulement dans un point, mais dans le monde entier. » En 1959, la congrégation est composée de plus de 800 membres. Mgr Montini suit de près les avancées de la nouvelle congrégation.

### Consolidation
En décembre 1959, la congrégation doit subir une visite canonique, car le nombre de ses membres a explosé, ce qui pose le problème de la formation des nouvelles arrivantes. D'autre part, de nombreuses critiques fusent en ce qui concerne la spiritualité des Petites Sœurs de Jésus (enfance spirituelle, vie contemplative au milieu du monde, pauvreté pensée en lien avec la classe laborieuse, et unité de direction entre les deux sœurs). Petite Sœur Magdeleine quitte Rome en janvier suivant pour la communauté d'Aix où elle traverse cette épreuve. La mort de Jean XXIII qu'elle ne connaissait pas et les conclusions du Concile Vatican II, ainsi que l'élection de Mgr Montini au trône pontifical vont changer la donne pour la congrégation qui voit confirmer désormais certaines de ses orientations. Le 25 mars 1964, les constitutions sont approuvées pour sept ans par le Saint-Siège. Magdeleine de Jésus et un groupe de sœurs peuvent aller cette année-là en camionnette en Russie soviétique, suivant un itinéraire accepté par Intourist et la police. C'est ainsi qu'elles font la connaissance de Nicodème de Léningrad qui viendra plusieurs fois à Tre Fontane et de religieuses orthodoxes à Kiev avec qui elle tissera des liens sa vie durant. Tous les ans, elle fait un voyage de l'autre côté du rideau de fer.
En novembre 1969, Rome demande à tous les ordres et congrégations de réviser leur règle pour se mettre en conformité avec l'aggiornamento de l'Église. C'est Petite Sœur Annie qui est alors prieure générale. Les Petites Sœurs s'adaptent aux nouvelles pauvretés sociales, spirituelles et addictives, et se rapprochent de mouvements, tels que Taizé, l'Armée du Salut, l'Arche, etc. Elle rencontre aussi Mère Theresa de Calcutta. Le 28 septembre 1973, Paul VI se rend en visite à Tre Fontane. En octobre 1979, Magdeleine de Jésus voyage en Chine. Le 8 septembre 1981, Petite Sœur Carla (de nationalité italienne) est élu prieure générale. Le 22 novembre 1985, Jean-Paul II lui rend visite. Il déclare aux sœurs : « Je veux confirmer votre vocation dans l'Église et vous dire qu'elle est authentique, nécessaire et en phase avec notre époque. » Elle est heureuse, le 8 septembre 1987, de l'élection d'une nouvelle prieure générale de nationalité sud-africaine, Petite Sœur Iris Mary. Son quatre-vingt-dixième anniversaire est fêté avec joie. Elle voyage une dernière fois à Moscou pour fêter le millénaire du baptême de la Russie. Elle rencontre le P. Alexandre Men en juillet 1989. Le 19 septembre 1989, le P. René Voillaume lui donne le sacrement des malades.
Elle meurt le 6 novembre 1989 à Rome, à Tre Fontane. Les funérailles sont célébrées à Tre Fontane le 10 novembre suivant (jour coïncidant accidentellement avec la chute du mur de Berlin) par le P. Voillaume (avec quatre-vingts concélébrants) en présence de trois cents sœurs de différents pays, du cardinal Martin représentant le pape, des cardinaux Etchegaray, Gantin et Silvestrini, de Mgr Séjourné, de Mgr Macchi, de l'évêque Spiridon représentant le patriarche de Constantinople, et du P. Alexandre Men, dont ce fut le premier voyage à l'étranger, ainsi que des sœurs protestantes de Grandchamp, des frères de Taizé, etc., et de simples laïcs. À sa mort, les Petites Sœurs sont plus de 1 300 sur les cinq continents.

## Publications
- Du Sahara au monde entier, éd. Nouvelle Cité, (ISBN 2-85313-051-1) édité erroné (BNF 34734432)
- D'un  bout du monde à l'autre, éd. Nouvelle Cité,  (ISBN 2-85313-067-3)
- Le Bulletin vert, testament spirituel de Magdeleine de Jésus, publié par le P. Andrea Mandonico (postulateur de la cause de Magdeleine de Jésus) dans Un témoignage vivant pour aujourd'hui, éd. Parole et Silence.

## Hommages
- Une rue dans un nouveau quartier d'Aix-en-Provence a reçu son nom[17].